# Афинагор (Салмас)
Епи́скоп Афинаго́р (греч. Επίσκοπος Αθηναγόρας, в миру Але́ксандрос Салма́с греч. Αλέξανδρος Σαλμάς; род. 1974, Салоники) — архиерей Константинопольской православной церкви, епископ Патарский (с 2020), викарий Канадской архиепископии.

## Биография
Родился в 1974 году в Салониках.
В 1996 году был рукоположен в сан диакона, а в 1999 году — в сан пресвитера.
В 2004 году окончил богословский факультет Аристотелевского университета в Салониках, получив степень в области пастырского и социального богословия. Кроме родного греческого, владеет французским и английским языками.
В 2006 году митрополитом Фессалоникийским Анфимом (Руссасом) был возведён в достоинство архимандрита и назначен настоятелем прихода святого Нектария в Харилау.
13 февраля 2020 года Священным синодом Константинопольской православной церкви был избран для рукоположения в сан епископа Патарского, викария Канадской архиепископии. Хиротония была назначена изначально на 4 апреля 2020 года, но была отложена.
26 июля 2020 года в церкви Святого Николая в Торонто был рукоположен в титулярного епископа Патарского и назначен викарным епископом Канадской архиепископии, приняв имя Афинагор. Хиротонию совершили: архиепископ Канадский Сотирий (Афанасулас), епископ Канадский Митрофан (Кодич) (Сербская православная церковь), Епископ Саскатунский Андрей (Пешко) (УПЦ в Канаде), епископ Керамонский Варфоломей (Мостратос) (Константинопольский патриархат).